# Deon Hemmings
Deon Hemmings (Saint Ann, 10 de setembro de 1968) é uma ex-atleta velocista jamaicana, a primeira campeã olímpica do país.
Depois de uma medalha de prata nos Jogos da Commonwealth de 1994 e um bronze no Campeonato Mundial de Atletismo de 1995, em Gotemburgo, ela se tornou a primeira mulher jamaicana a ganhar uma medalha de ouro em Jogos Olímpicos ao vencer os 400 m c/ barreiras em Atlanta 1996, com um novo recorde olímpico de 52s82, derrotando a então recordista mundial Kim Batten, dos EUA. Nos Jogos seguintes, Sydney 2000, colecionou mais duas medalhas de prata, nos 400 m c/barreiras e no revezamento 4x400 m com a equipe feminina jamaicana.
Entre outras conquistas de vulto, Hemmings também ganhou a prata no Mundial de Atenas em 1997 e um bronze no Mundial de Sevilha, em 1999, sempre na prova de sua especialidade, os 400 m c/ barreiras. Retirou-se das pistas em 2003.